# Mistrovství světa v zápasu ve volném stylu 2005
Mistrovství světa v zápase ve volném stylu 2005 se uskutečnilo v Budapešti, (Maďarsko). Akce se konala od 26. září do 2. října 2005.

## Výsledky

### Volný styl muži
| Kategorie | Zlato               | Stříbro          | Bronz                   | Bronz              |
| --------- | ------------------- | ---------------- | ----------------------- | ------------------ |
| 55 kg     | Dilshod Mansurov    | Radoslav Velikov | Bayaraagiin Naranbaatar | Jon Hyon-guk       |
| 60 kg     | Alan Dudayev        | Yandro Quintana  | Martin Berberyan        | Morad Mohammadí    |
| 66 kg     | Machač Murtazalijev | Serafim Barzakov | Geandry Garzón          | Otar Tušišvili     |
| 74 kg     | Buvajsar Sajtijev   | Árpád Ritter     | Nicolae Pâslaru         | Joe Williams       |
| 84 kg     | Revaz Mindorašvili  | Yoel Romero      | Magomed Kurugliyev      | Taras Daňko        |
| 96 kg     | Chadžimurat Gacalov | Eldar Kurtanydze | Vasyl Tesmyneckyj       | Aleksey Krupnyakov |
| 120 kg    | Aydın Polatçı       | Alexis Rodríguez | Tolly Thompson          | Ottó Aubéli        |

### Volný styl ženy
| Kategorie | Zlato             | Stříbro            | Bronz                   | Bronz            |
| --------- | ----------------- | ------------------ | ----------------------- | ---------------- |
| 48 kg     | Ren Xuecheng      | Iryna Merleniová   | Carol Huynh             | Makiko Sakamoto  |
| 51 kg     | Hitomi Sakamotová | Vanessa Boubryemm  | Tsogtbazaryn Enkhjargal | Wen Juling       |
| 55 kg     | Saori Jošidaová   | Su Lihui           | Natalia Golts           | Tonya Verbeeková |
| 59 kg     | Ayako Shoda       | Marianna Sastinová | Lene Aanes              | Sally Roberts    |
| 63 kg     | Kaori Ičová       | Jing Ruixue        | Sara McMann             | Volha Khilko     |
| 67 kg     | Meng Lili         | Martine Dugrenier  | Elena Perepelkina       | Cathrine Downing |
| 72 kg     | Iris Smith        | Kyoko Hamaguchi    | Anita Schätzle          | Svetlana Saenko  |

## Týmové hodnocení
| Pořadí | Muži volný styl | Muži volný styl | Ženy volný styl | Ženy volný styl |
| Pořadí | Tým             | Body            | Tým             | Body            |
| ------ | --------------- | --------------- | --------------- | --------------- |
| 1      | Rusko           | 54              | Japonsko        | 61              |
| 2      | Kuba            | 39              | Čína            | 52              |
| 3      | Gruzie          | 33              | USA             | 42              |
| 4      | Ukrajina        | 27              | Kanada          | 41              |
| 5      | Bulharsko       | 26              | Rusko           | 30              |
| 6      | Írán            | 22              | Ukrajina        | 25              |
| 7      | Maďarsko        | 20              | Mongolsko       | 17              |
| 8      | USA             | 20              | Maďarsko        | 14              |
| 9      | Mongolsko       | 18              | Německo         | 13              |
| 10     | Kazachstán      | 16              | Bělorusko       | 12              |